# Ralph Bishop
Ralph English Bishop (Brooklyn, 1 de outubro de 1915 – Santa Clara, 1 de outubro de 1974) é um ex-basquetebolista estadunidense que fez parte da equipe que conquistou a Medalha de Ouro nas XI Jogos Olímpicos de Verão realizados em Berlim na Alemanha nazista.

## Estatísticas na Seleção Estadunidense
| Evento      | Idade | Fase             | Data       | Resultado       | Pts |
| ----------- | ----- | ---------------- | ---------- | --------------- | --- |
| Berlim 1936 | 20    | Quartas de Final | 12/08/1936 | EUA 56 x 23 PHI | 0   |
| Berlim 1936 | 20    | Semifinal        | 13/08/1936 | EUA 25 X 10 MEX | 4   |
| Berlim 1936 | 20    | Final            | 14/08/1936 | EUA 19 X 8 CAN  | 0   |